# Олга Петрушева
Олга Петрушева, с псевдоним „Бабата“, е югославска партизанка, деец на НОВМ.

## Биография
Родена е на 28 март 1902 година в Дойран. През 1941 година става член на ЮКП. Става куриер на Покрайненския комитет на ЮКП за Македония. През януари 1942 година е назначена да създаде комисия за работа с жените и военен комитет за диверсантски акции. В резултат на това е арестувана от българската полиция и интернирана в България. Делегат е на Първото заседание на АСНОМ. Отделно от това е член на Инициативния комитет на НОФ за Македония, член на Инициативния комитет на АФЖ и председателството на Антифашисткия фронт на жените за Македония. На 26 октомври 1944 г. в телеграма до Кирил Мильовски е привикана заедно с Мире Анастасов, Петър Шанданов, Кръстьо Гермов, Александър Мартулков, Туше Делииванов, Глигор Ташков, Венко Марковски, Фила Марковска и Павел Шатев за евентуалното им участие в управлението на бъдещата република.